# ドロップキャッチ
ドロップキャッチ（英語: domain drop catching）とは、更新されずに失効したドメイン名が再び登録可能になるタイミングで、主に第三者がそのドメイン名を登録する行為を指す。一部のメディアでは「ドメイン流用」と称されることもある。

## 背景

### ドメイン名の失効
ドメイン名が登録されると、登録者は定期的にドメイン名の更新を行う必要がある。この際、1年あるいはそれ以上の単位で更新が可能で、自動更新の設定が可能なケースもある。
ドメイン名の有効期限（失効日）が近づくと、一部のレジストラは登録者に対して通知を行って期限切れになることを防ぐが、以下のような理由でドメインが廃止される（失効する）ことがある。
- 意図的なもの
  - 登録者がWebサイトの運営を終了したり、新たなドメイン名を取得するなどして、ドメイン名が不要になったと判断して廃止した場合[5][6]
- 意図しないもの
  - 管理のミスによる更新手続きの失念が発生した場合[7]
  - 登録者が正しい連絡先をレジストラに提供しておらず、期限切れの通知を受け取れなかった場合

利用者が商標など法的な権利を有していない限り、廃止されたドメイン名は取り戻すことが出来ず、そのまま放置されることがよくある。なお、後述する請戻猶予期間や、商標権が存在する場合などの例外を除き、廃止されたドメインは第三者が自由に取得することが可能で、第三者に対して以前の登録者が差し止めを要求することはできない。

### 請戻猶予期間 (RGP)
請戻猶予期間（英語: Redemption Grace Period、RGP）はICANNのレジストラ認定契約（RAA）に追加されたもので、ドメイン名が意図せず廃止されてしまった場合、 そのドメイン名を他人に再登録されてしまう前に、 元の登録者が請戻しできる期間のことを指す。
この期間の長さはTLDによって異なる。ICANNによってRGPが導入される前は、元の登録者がドメイン名を買い戻すために金銭を脅し取る「ドメインスナイピング」の被害を受けやすかった。
ドメイン名の有効期限からRGP開始までの期間が経過すると、ドメイン名のステータスが償還期間（英語: redemption period）になる。この期間中、登録者がドメイン名を再度有効化するためには料金を支払う必要がある。
ICANNのRAAでは、登録者に対して2回目の通知が実施され、RGPが終了した場合、レジストラに対してドメイン名を削除するように求めている。その後、ドメイン名は5日間の削除保留期間（英語: pending delete）を経てICANNのデータベースから削除され、第三者によって再登録が可能になる。

### 業者によるドロップキャッチ
特に人気のあるドメインの場合、その期限切れを待ち望む第三者が複数存在することもある。そのようなドメイン名は第三者から利用可能になった段階で、ドロップキャッチを狙う業者などによって自動的に登録が行われることもある。
ドロップキャッチを行う業者は期限切れになったタイミングでドメイン名を自動で取得し、手数料を加えて「中古ドメイン」として販売する。同一のドメイン名の希望者が複数存在する場合、オークション制でドメイン名の落札金額が決まる。
GoDaddyやeNomのような小売レジストラは、TDNAMやSnapnamesといったサービスを通じ、Domain name warehousingとして知られる手法でドメイン名のオークションを実施する。このようなドロップキャッチサービスはICANN認定レジストラだけでなく、非認定のレジストラによっても実施されている。

### バックオーダー
一部のドメインやレジストラにはバックオーダー（英語: back-order）制度を提供しており、事前に金銭を支払うことによって、ドロップキャッチが発生する前に期限切れのドメイン名を取得する権利を得ることができる。こちらも1つのドメイン名に対して希望者が多数存在する場合はオークション制になることがある。

## 利点
中古ドメインの新たな登録者にとって、検索エンジン最適化の観点では、同じドメイン名を以前利用していたサイトの評価などを引き継げるというメリットが挙げられることもある。

## 問題点
新たな登録者にとって、以前同じドメイン名を利用していたWebサイトに違法コンテンツやアダルトコンテンツが存在していた場合などは、前述とは逆に悪い評価が引き継がれてしまう。
また、ドメイン名を手放した側にとっては、悪意のある第三者からドメイン名をドロップキャッチされることに複数のリスクがある。
- 社名やブランド名、学校名、自治体名などを含んだドメイン名でアダルトサイトや違法サイト、詐欺サイトなどが運営され、信用を毀損する恐れがある[17][6]。
  - 特にWebサービスを提供する企業や金融機関などのドメイン名がドロップキャッチされると、正規のURLでフィッシング詐欺サイトが運営されてしまい、利用者に被害が及ぶ恐れがある[17]。
  - アクセス解析などを提供するSaaSのドメインがドロップキャッチされた場合、SaaSのタグを埋め込んでいる他のWebサービスにアクセスしたユーザの端末で任意のコードが実行されてしまう[18]。
- ドメイン名がWebサイトのみでなく、メールにも利用されていた場合、機密情報を盗み見られる可能性があるほか、SNSやWebサービスのアカウントが乗っ取られる可能性もある[17]。
- ドロップキャッチされたドメイン名を取り戻すため、レジストラに異議申し立てや訴訟を起こす場合、費用が掛かる。例えば統一ドメイン名紛争処理方針に基づく申し立てを行う場合、1500米ドルが掛かる。また、ドメイン名の登録者が企業ではない場合など、要件を満たさないとして却下される可能性がある[19]。

## 事例
- 神戸市立須磨海浜水族園 - 民営化に伴って閉館した同館の旧ドメイン名が手放されてドロップキャッチされた際、同館の公式サイトを装ってオンラインカジノへ誘導する偽サイトが第三者によって作成された[6]。
- 秋田県大館市 - 2020年12月に子育て支援のサイトとして使用されていたドメイン名が、アダルトサイトに転用された。同年3月に別のドメイン名に移行後、委託先のベンダーとの契約を解消したことにより、委託先が2020年夏にドメインを手放したことが理由とされている[20]。
- 大阪市 - 2017年に実施した大阪港開港150年記念事業の特設サイトで使用していたドメイン名が2019年に失効し、アダルトサイトに転用された[21][20]。
- 東京都健康安全研究センター - 2018年に配布した乳児ボツリヌス症の予防に関するポスターやリーフレットに掲載していたQRコードにアクセスすると、不正なアプリのインストールを求められるサイトに接続されることが2021年に判明した。同センターはポスターを配布した病院に対し、ポスターを剥がすように依頼した[22]。
- ドコモ口座（docomokouza.jp） - NTTドコモが運営していた送金・決済サービスで、サービス終了後に管理ミスによってドメイン名が他者に取得されてしまい、オークションサイトにて販売された。最終的にはドコモ側が取り戻し、現在ドメイン名は同社の管理下にある[7]。
- 千葉市 - 2020年度と2021年度に新型コロナウイルスに伴う経済対策の一環として実施した「習いごと応援キャンペーン」で利用していたドメイン名が事業終了後に他者に取得されてしまい、オークションサイトにて販売。2023年10月に第三者が落札したことが同月に判明した[23][24][25]。
- 堺市 - 「堺旅キャンペーン」で利用していたドメイン名が事業終了後に他者に取得されてしまい、オークションサイトにて販売。2023年11月時点で第三者が使用していることを同月発表した[26]。
- Go To Eatキャンペーンに関連する複数の公共機関のサイト - 和歌山県や宮崎県などで使用され、同キャンペーンの終了時に放棄されたドメインが、オンラインカジノや援助交際（パパ活）、カードローンに関するサイトになど取得されたことが2023年11月に報じられた[1][27]。
- 長野県 - 過去に同県が実施していた地酒の販売促進キャンペーンなどのドメインがキャンペーン終了後に他者に取得されてしまい、2023年12月時点で第三者が使用していることを同月発表した[28]。
- 新潟県 - 新型コロナウイルス陽性者の登録サイトや第26回参議院議員通常選挙の特設サイトなどのドメインが他者に取得されたことを2023年12月に発表した[29]。
- 北海道 - 新型コロナウイルスに関わる緊急支援金支給事業の特設サイトのドメインを他者に取得されたことが2024年1月に報じられた[30]。
- 島根県 - 新型コロナウイルスに伴う飲食店支援事業などで使用されていた複数のドメインが他者に取得されたことを2024年1月に発表した[31]。

## 対策
ドメイン名はその仕組み上、手放されると誰でも取得可能になる。また、前述の通り、一部の例外を除いて他者に取得されたドメイン名を取り戻すことは困難である。そのため、事業が終了してもドメインを保持し続ける（手放さない）ことが対策として求められ、手放す場合も5年から10年は保持し続けるべきであるとされる。
また、期間限定になりうることが想像つく場合は、安易にドメインを取得せず既存ドメインにディレクトリの形でページを設置するのが適切となる。